# Informatika
Az informatika önálló tudományág, amely a különböző eszközökkel – de különösen a számítógéppel – megvalósított információkezeléssel, azaz az információ megszerzésével, (gyűjtésével), feldolgozásával, tárolásával, sokszorosításával és továbbításával foglalkozik.
Az informatika az a diszciplína, interdiszciplináris szakterület, amely magába foglalja a szakterületi alkalmazás struktúráit és jellegzetességeit, s olyan tudományágakra támaszkodik, mint a számítógép-tudomány, információtudomány, információmenedzsment, rendszertervezés, matematika, statisztika, kölcsönhatás ember és számítógép között, orvostudomány, nyelvtudomány, lélektan.

## Önálló tudományág
Az informatika, mint önálló tudományág megjelenését az 1950-es években a kibernetika és a rendszerelmélet-, majd az 1960-as évek elején a számítógép-tudomány előzte meg. A kibernetika tárgyát a különböző rendszerekben érvényesülő vezérlés, a rendszerelmélet tárgyát a különböző rendszerek általános törvényszerűségei, míg a számítógép-tudomány tárgyát maga a számítógép, mint eszköz képezte, illetve képezi.
Az informatika részben vagy egészben lefedi, de nem tévesztendő össze:
- sem a számítógép-tudománnyal (computer science), amelynek tárgyát maga a számítógép, mint eszköz képezi, szemben az informatikával, amely más információkezelő eszközöket (így például telefont, telefaxot stb.), sőt annak társadalmi hatásait is vizsgálja;[2]
- sem a számítástudománnyal (computing science), amely az informatika matematikai alapjai köré csoportosul, és a számítások alapvető természetének megértésére irányul, mely számos alkalmazáshoz vezet a hatékony algoritmusok elemzésében és tervezésében, valamint a megbízható hardver- és szoftverrendszerek tervezésére és ellenőrzésére szolgáló formális módszerek fejlesztésében;[3]
- sem a kibernetikával, amely nemcsak az informatikai rendszerek-, hanem minden rendszertípus vezérlésével foglalkozik,[2] és amely a szabályozás, vezérlés, információfeldolgozás és továbbítás általános törvényeit kutatja.
- sem a számítástechnikával, amely az automatizált adatfeldolgozás eszközeivel és azok különböző területeken való használatával (például a számítógép építése és azok programozása) foglalkozó elméleti és alkalmazott műszaki tudomány;[4]
- sem az információelmélettel, amely az információval, mint az új ismeretté értelmezett adattal foglalkozó matematikai, illetve hírközlési tudományterület. Főként az információ keletkezésével, struktúrájával, kezelésével, tárolásával, elérésével és továbbításával foglalkozik.
- sem az információtudománnyal, amelynek tárgya az emberi tudás változatos megjelenési formáinak gyűjtése, válogatása, tömörítése, gyűjteménnyé szervezése, reprezentációjának elkészítése, tárolása, rendelkezésre bocsátása.

## Az informatika rövid története
| Lambda betű   | Ábra a Quicksort-algoritmus működéséről' |
| Utah teakanna | Számítógépes egér                        |

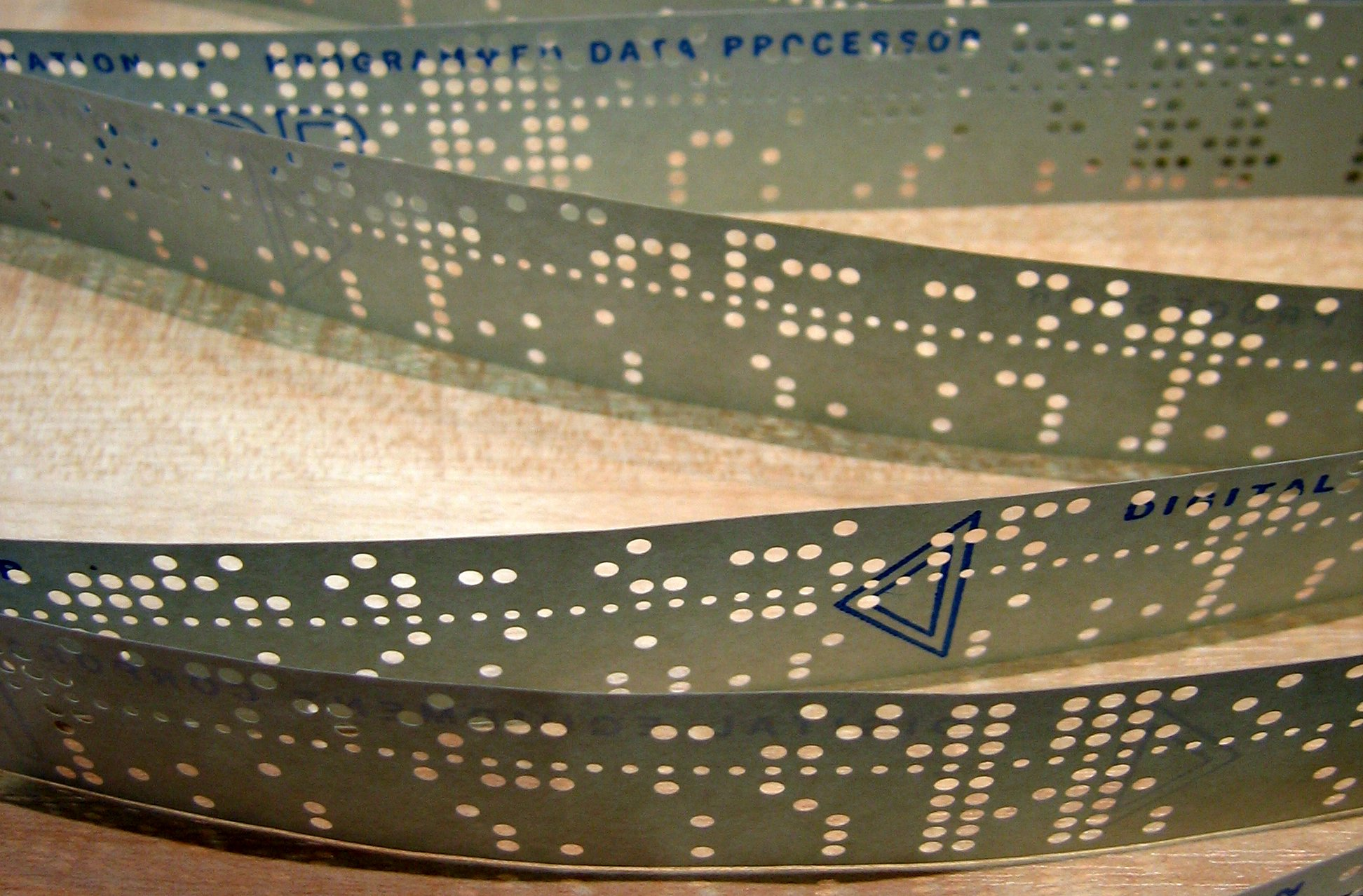
Lyukszalagot használtak az első automaták programozására

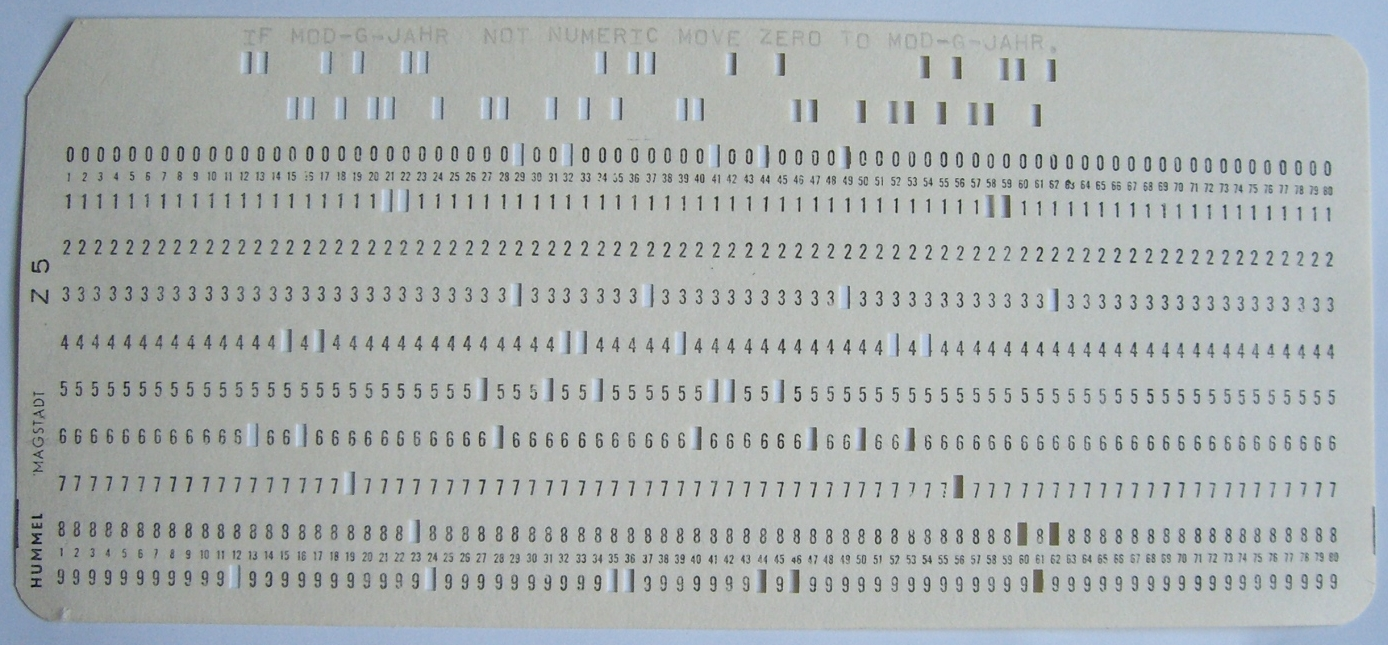
Egy COBOL nyelven írt IF utasítás lyukkártyán

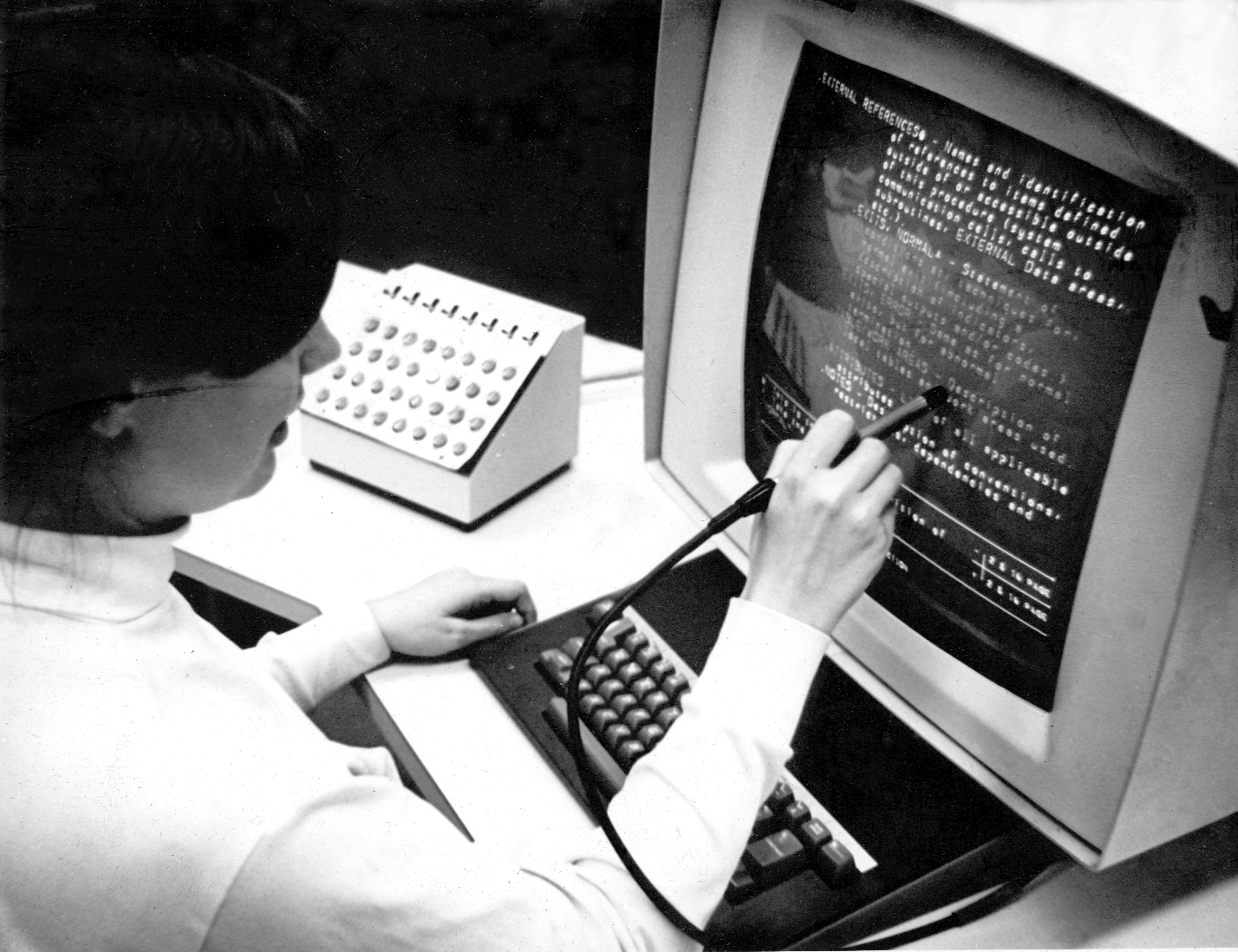
Hypertext Editing System – NASA kutatók használták 1969-ben

Az informatika történetét a számolást segítő eszközök történetével azonosítják, amely gyakorlatilag egyidős az ember keletkezésével. Az ősember a számoláshoz eleinte az ujjait, később köveket, fonaldarabokat használt, az eredményt a barlang falába, csontba vagy falapokba vésve rögzítette. Később, a nagyobb számértékek megjelenésével kialakultak a számrendszerek, és megjelentek a számolást segítő eszközök. Az első ilyen eszköz az abakusz (más néven soroban) volt. A számolás történetében a tényleges áttörést a John Napier (1550–1617) által leírt logaritmusfüggvény megjelenése jelentette, amellyel a szorzást összeadásra vezette vissza. Meg is jelent az alkalmazását segítő eszköz, a Napier-pálcikák, vagy más néven logarléc. Wilhelm Schickard thübingeni csillagász professzor 1623-ban egy egymáshoz illeszkedő fogaskerekekkel működő számológépet tervezett. Ezen – a mai fordulatszámlálókhoz hasonló elvű gépen – elvégezhető volt mind a négy alapművelet, amely megkönnyítette a sok számolást igénylő műveletek elvégzését.
Az első – szériában gyártott – számológépet 1642–1644 között Blaise Pascal (1623–1662) készítette el, majd Pascal számológépét Gottfried Wilhelm Leibniz (1646–1716) fejlesztette tovább. Ez a gép volt az első, amely közvetlenül végezte el az osztást és a szorzást, valamint kiegészítő művelet nélkül a kivonást. 1833-ban Charles Babbage (1791–1871) belekezdett fő műve, az analitikus gép elkészítésébe. A lyukkártya alkalmazásának amerikai úttörője Herman Hollerith (1860–1929) volt, aki egy adatrendező gépet dolgozott ki, melyet népszámláláshoz használt.
A kettes számrendszer gondolatával már Leibniz is foglalkozott. A George Boole által kidolgozott Boole-algebrával (1847) együtt ezek a későbbi számolást segítő rendszerek matematikai alapjai. Az elméletben további lépést jelentett a Turing-gép, amelyről Alan Turing cikke 1937-ben jelent meg. Az itt leírt matematikai modell még ma is nagy fontossággal bír az elméleti informatikában.
1939-ben készült el Konrad Zuse első nagy sikerű, jelfogókkal működő, mechanikus rendszerű számítógépe, a Z1. Ez az első gép, mely már a bináris számrendszerre épült. Külön helyezkedett el benne a tár és az aritmetikai egység, az utasítások bevitelére mikronyelvet alkalmazott. Az 1900-as években a számítógépek fejlődésének meghatározó személyei közé soroljuk Wallace J. Eckert (1902–1971), valamint Howard H. Aikent (1900–1973). Aiken kutatása a számítógépekben alkalmazott aritmetikai elemek számának jelentős növelésén keresztül a lyukkártyás gépek hatékonyságának növelésére irányult. Aiken és az IBM 1939-ben megállapodást kötött a közös fejlesztő munkára, amelynek eredményeképpen 1944-ben elkészült az elektromechanikus elven működő Harvard Mark I. A gépet egy papírszalagra sorosan felvitt utasítássorral lehetett vezérelni. A készülék kb. százszor volt gyorsabb, mint egy jó kézi számolókészülék, megállás nélkül dolgozott, egy nap alatt hat hónapnyi munkát végzett el.
Az első programozható, elektronikus, digitális számítógép az ENIAC (Electronic Numerical Integrator and Computer) volt. A gép 30 egységből állt, minden egység egy meghatározott funkciót végzett el. A főleg aritmetikai műveletek végrehajtására tervezett egységek között 20 úgynevezett akkumulátor volt az összeadáshoz és a kivonáshoz, továbbá egy szorzó, egy osztó és egy négyzetgyökvonó egység is. A számokat egy IBM kártyaolvasóval összekapcsolt ún. konstans átviteli egységgel lehetett bevinni. Az eredményeket egy IBM kártyalyukasztóval kártyára lyukasztva adta ki.
A mai értelemben vett számítógépek működési elveit a haditechnikában megszerzett tapasztalatok felhasználásával Neumann János (1903–1957), magyar származású tudós dolgozta ki. 1945. június 24-re készült el az a kivonat – First Draft of a Report on the EDVAC (Az EDVAC-jelentés első vázlata) címmel –, amely teljes elemzését adta az EDVAC tervezett szerkezetének. Tartalmazta a számítógép javasolt felépítését, a részegységek megépítéséhez szükséges logikai áramköröket és a gép kódját. A legtöbb számítógépet napjainkban is a jelentésben megfogalmazott elvek alapján készítik el. Fő tételeit ma Neumann-elvekként ismerjük. Ez volt az első, belső programvezérlésű, elektronikus, digitális, univerzális számítógép. Jelentős újítása, hogy (elődjétől, az ENIAC-től eltérően) bináris számábrázolást és aritmetikát használt. Tárolt programú számítógép volt.
Az 1950-es évekre az EDVAC mintájára elkészítették a UNIVAC-et (Universal Automatic Computer).
1956-ra az USA-ban egyre több intézet és még több iparvállalat fejlesztett ki elektroncsöves számítógépeket. Ekkorra már az IBM sem elégedett meg a lyukkártyás egységek és nyomtatók gyártásával, hanem belefogott számítógépesítési programjába, amely legalább 50 évre biztosította vezető szerepét. Megindult a számítógépek sorozatgyártása.

## Az informatika szó keletkezése
Az Informatik szót a német Karl Steinbuch alkotta 1957-ben Informatik: Automatische Informationsverarbeitung című cikkében. Steinbuch, aki eredetileg híradástechnikus volt, az információ és a technika szavak összevonásából alkotta a fogalmat. Franciaországban az „informatique” terminológiát 1962-ben vezette be Philippe Dreyfus, a Bull cég központjának korábbi igazgatója, aki az információ szó elejének (infor) és az automatika szó végének (matika) összevonásával magyarázta a kifejezést. A nemzetközi szakirodalomban egy 1968-as európai egyetemi konferencián fogadták el a kifejezés definícióját, és ezt követően vált az elnevezés elterjedtté az angolszász szakirodalom kivételével Európaszerte.
Az angol nyelvű szakirodalomban a német Informatik szót egészen a legutóbbi időkig a computer science kifejezéssel fordították, de az elmúlt években ott is kezd meghonosodni az informatics (lásd: en:Informatics) fogalma, amelynek tartalmát a computer science fogalma által lefedett tartalomtól eltérőnek, annál szélesebbnek tartják. Magát az informatics szót Walter Bauer, az Informatics Inc. alapítója honosította meg, és a szakinformatikai területek esetében már az angol nyelv is általánosan elfogadottan ezt a kifejezést használja, például bioinformatics, geoinformatics stb. Miután az Edinburgh University 1994-ben felvette a „University of Edinburgh School of Informatics” nevet, példáját követte a University of Reading, Sussex, City University, Ulster, Bradford, Manchester és Newcastle is.
A UNESCO által kiadott tezauruszban az informatika szó szinonimájaként adják meg az angol „informatics” szót, míg a „computer science” kifejezés szinonimája a „számítógép-tudomány”.
A szónak a magyar nyelvben történő első megjelenését a Magyar Irodalmi és Köznyelv Nagyszótárának korpusza, (Magyar Történeti Korpusz) 1987-re datálja. A legújabban nyilvánosságra került publikációk szerint magyarul az informatika szó első említése Király László erdőmérnök, egyetemi tanár 1978-as kandidátusi disszertációjában található.

## Az informatika területei
Az informatika fogalmát illetően a szakirodalom megosztott, abban azonban a szakirodalom már egységes, hogy az informatika két nagy területre osztható föl: az általános (vagy más néven: elméleti), és a szak (vagy más néven: alkalmazott) informatikára.

### Elméleti informatika
Az általános (elméleti) informatika tárgyát az információkezelés legáltalánosabb törvényszerűségei képezik, mindenekelőtt a következő területeken: az információs rendszerek tervezése és formális leírása, az információs folyamatok modellezése, valamint az ezzel kapcsolatos szervezeti és adatstruktúrák feltárása.
Elemei:
- Információelmélet
- Adatátvitel, kommunikáció
- számítógép-architektúrák
- Számítógép-hálózatok
- Számítógép-programozás
- Informatikai biztonság
- Adatfeldolgozás, adatbázis-kezelés, ember-gép kapcsolat
- Mesterséges intelligencia
- Grafikai ábrázolás
- Virtuális valóság
- Információs technológia
- Operációs rendszerek
- Számítógépes programozási nyelvek
- Számítógépes grafika

### Szakinformatikák
A szakinformatikák az információkezelés törvényszerűségeit csupán egy-egy szakterületen – például a pénzügyek, a katonai alkalmazások, a kereskedelem, az egészségügyi, a statisztikai, a jogi élet területén – vizsgálják, tárják fel és alkalmazzák. Tárgyuk tehát csupán az adott szakterületre (ágazatra) vonatkozó – meghatározó módon számítógéppel magvalósított – információkezelés.
A fentieknek megfelelően már elkülöníthetők az alábbi specifikus területek, amelyeket az egyetemeken külön szakon tanítanak:
- pénzügyi és számviteli informatika;[13]
- gazdasági informatika;[14]
- katonai informatika;[15]
- műszaki informatika;[16]
- épületinformatika
- kereskedelmi informatika;[17]
- üzleti informatika;[18]
- egészségügyi informatika[19]
- statisztikai informatika;[20]
- orvosi informatika;[21]
- jogi informatika;[22]
- közigazgatási informatika;[23]
- bűnügyi informatika;[24]
- geoinformatika (térinformatika);[25]
- bioinformatika;[26]
- fizikai informatika[27]
- csillagászati informatika[28]
- kémiai informatika (keminformatika, infovegyészet)[29]
- sport informatika

## Határterületek
- Számítógépes nyelvészet
- Számítógépes sakk